# ジェイコブ・メルトン
ジェイコブ・ウィリアム・メルトン（Jacob William Melton, 2000年9月7日 - ）は、 アメリカ合衆国オレゴン州ジャクソン郡メドフォード出身のプロ野球選手（外野手）。左投左打。MLBのヒューストン・アストロズ所属。

## 経歴
2022年のMLBドラフト2巡目（全体64位）でヒューストン・アストロズから指名され、プロ入り。契約後、傘下のルーキー級フロリダ・コンプレックスリーグ・アストロズでプロデビュー。A級ファイエットビル・ウッドペッカーズでもプレーし、2チーム合計で23試合に出場して打率.261、4本塁打、13打点、5盗塁を記録した。
2023年はA+級アッシュビル・ツーリスツとAA級コーパスクリスティ・フックスでプレーし、2チーム合計で99試合出場して打率.245、23本塁打、55打点、46盗塁を記録した。
2024年はAA級コーパスクリスティとAAA級シュガーランド・スペースカウボーイズでプレーし、2チーム合計ででプレーし、105試合出場して打率.253、15本塁打、54打点、30盗塁を記録した。
2025年はAAA級シュガーランドで開幕を迎え、17試合出場して打率.254、2本塁打、7打点、3盗塁を記録した。6月1日にメジャー契約を結んでアクティブ・ロースター入りし、同日のタンパベイ・レイズ戦にて「8番・中堅手」で先発出場し、5回裏に迎えた第2打席でタージ・ブラッドリーからメジャー初安打を記録した。

## プレースタイル
パワーとスピードを兼ね備え、将来は20本塁打20盗塁が可能と期待されている。一方で打席でのアプローチはアグレッシブではある反面、粗さも同居しているとの指摘もある。

## 詳細情報

### 背番号
- 31（2025年 - ）